# Малькольм Купер
Малькольм Купер  (англ. Malcolm Cooper; 20 грудня 1947 — 9 червня 2001) — британський стрілець, олімпійський чемпіон.

## Виступи на Олімпіадах
| Олімпіада         | Дисципліна                                     | Місце |
| ----------------- | ---------------------------------------------- | ----- |
| Мюнхен 1972       | довільний карабін, три положення, 300 м        | 12    |
| Мюнхен 1972       | дрібнокаліберна гвинтівка, 50 м, три положення | 18    |
| Монреаль 1976     | дрібнокаліберна гвинтівка, 50 м, три положення | =18   |
| Лос-Анджелес 1984 | пневматична гвинтівка, 10 м                    | =15   |
| Лос-Анджелес 1984 | дрібнокаліберна гвинтівка, 50 м, три положення | 1     |
| Сеул 1988         | дрібнокаліберна гвинтівка, 50 м, три положення | 1     |
| Сеул 1988         | дрібнокаліберна гвинтівка, 50 м, лежачи        | =36   |

## Зовнішні посилання
- Досьє на sport.references.com [Архівовано 11 квітня 2010 у Wayback Machine.]